# Protodacnusa subparalella
Protodacnusa subparalella är en stekelart som beskrevs av Papp 2004. Protodacnusa subparalella ingår i släktet Protodacnusa och familjen bracksteklar. Inga underarter finns listade i Catalogue of Life.